# 서준식
서준식(徐俊植, 1948년 ~ )은 일본 출생의 대한민국 진보 인권운동가이자 사회주의자이다. 1971년 소위 유학생 형제 간첩단 사건으로 투옥되어 7년을 복역하고 사상과 양심의 자유를 지키기 위해 전향을 거부한 이유로, 10년을 더 복역하고 1988년에 출감하였다. 인권운동사랑방 대표를 역임했다.

## 생애
충남 출신인 서준식의 부모는 일제강점기에 일본으로 건너간 뒤 1948년 일본 교토시에서 서준식을 낳았다. 서준식은 1967년에 고등학교를 졸업한 후에 대한민국으로 유학을 와서 1968년에 서울대학교 법과대학에 입학하였다. 1970년 방학 중에 일본에 머물던 그는, 1968년에 서울로 유학 와 서울대학교에 다니던 그의 둘째 형 서승과 함께 조선민주주의인민공화국을 방문하게 되었다. 이를 빌미로 그와 서승은 유학생 간첩단 사건에 연루되어 1971년에 보안사령부에 체포되었으며, 1972년에 국가보안법 위반 혐의로 징역 7년을 판결받았다. 그러나 1978년 5월 27일에 징역 7년 만기를 채웠음에도 1975년에 제정된 사회안전법이 소급적용되어 ‘사상 전향’을 거부함으로써, 석방되지못하고 청주감호소에 이감되어 이후 사회안전법에 의한 보호감호 처분이 내려져 10년을 더 감옥에 있어야먄 했다.

## 연대기
- 1948년 5년 25일 일본 교토 출생
- 1967년 고등학교 졸업 후 한국으로 유학
- 1968년 서울대학교 법학과 입학
- 1970년 형 서승(徐勝)과 함께 방북
- 1971년 4월 20일 서승과 함께 보안사령부에 체포
- 1972년 2월 14일 국가보안법 위반 혐의로 징역 7년 판결
- 1978년 5월 27일 징역 7년 만기와 동시에 사회안전법에 의한 보호감호 처분 결정
- 1980년 7월 9일 교도소 당국의 처우에 항의하여 18일 동안 단식 투쟁
- 1987년 3월 3일 사회안전법 철폐와 석방을 요구하며 51일 동안 단식 투쟁
- 1987년 3월 6일 고등법원에 "나의 주장" 제출
- 1988년 5월 25일 석방. 사회안전법 폐지 운동 전개
- 1989년 ~ 1991년 민주화실천가족운동협의회(민가협) 공동 의장
- 1991년 6월 강기훈 유서 대필 사건 관련 구속
- 1991년 ~ 1993년 강기훈 공대위 집행위원장
- 1993년 3월 인권운동사랑방 창립, 대표 역임
- 1993년 ~ 1995년 전국연합 인권위원장
- 1996년 ~ 1997년 인권영화제 집행위원장
- 1997년 인권영화제에서 제주도 4·3 항쟁을 다룬《레드헌트》상영으로 구속
- 1997년 한국기독교교회협의회(구 KNCC, 현재는 NCCK)인권상 수상
- 1998년 씨네 21 영화상 대상 수상

## 옥중 서한
《서준식 옥중 서한》은 옥중 생활 17년 동안 서준식이 옥중에서 보낸 편지들을 모은 책으로, 대한민국에서는 1988년에 처음으로 출간되었고, 이후 노동사회과학연구소(노사과연)에서 재출간되었다. 이 책은 엽서라는 제한된 공간 안에 담았던 청년 서준식의 사상과 상념을 한데 모은 것이다.

## 감옥 생활
서준식 옥중서한은 극히 제한된 엽서위에 한치 한치 고통스럽게 정신적 지평을 열며 전진하는 '젊은날의 자화상'을 담고 있다. 늘 가슴에 이루지 못한 꿈과 그 꿈의 실현을 가로막는 현실의 구조와의 갈등속에서 그 현실에 먹히지 않기 위해, 살인적인 고문에도 살아남기 위해 안간힘으로 저항했던 기록들이다. 민족에 대한 애틋한 사랑 이외에는 가진 것이 아무것도 없고 그렇게도 글쓰기를 싫어했던 사람을 독재의 감옥은 범용한 자식을 엄하게 훈련하듯 키워주었다.
이 세상에 위조지폐처럼 유통되는 고정관념과 통념에 말려들지 말아 달라고, 유행을 따르지 말라고,고난을 정면으로 돌파해 달라고, 부도덕한 세상에서 자신의 몸을 피해자의 위치에 두라고 지겹도록 당부했다. 일상에 갇히지 말고 꿈을 품으라고, 역사를 공부하라고, 도도하게 흐르는 '역사앞에 겸손하라'고 절규했다. 이는 사악한 세상에서 언제나 아웃사이더로 살아가라는 메시지였다. 그렇게 끈질기게 발신했던 신호들은 발가벗은 국가폭력에 저항하면서 감옥에서 힘겹게 꿈을 지켜내야만 했던 자신에게 애타게 발신했던 것이다.이상과 사상을 지키기 위해,체제에 동화되지 않기 위해 희생도 마다않고 피말리는 고통속에서도 사회주의자의 길을 가고자 한 것이다.
72년 확정판결후 서준식은 비장한 각오로 사상전향을 거부할 것을 맹세한다.주체성과 존엄성을 가진 사회주의적 인간으로 거듭나고 싶은 마음이 간절했던 것이다.그는 곧 악명높은 대전교도소로 넘어갔고 이른바 "비전향장기수"의 한사람이 되었다. 공인된'빨갱이'를 수용,특별관리하는 감옥에서 그는 여러 선배 비전향장기수를 만나 진보운동의 전반을 사색했다.
반공국가의 감옥에서 온갖 폭력에 시달리면서도 틈틈이 들려주는 그들의 이야기에 귀 기울였다. 50년대의 참혹했던 감옥상,너무나도 인간적인 빨치산들, 해방공간에서의 노동 진보운동, 일제하의 감옥,만주에서의 독립투쟁..해방의 기쁨속에서 사회주의자의 길을 걷게 된 농부로부터,혹은 박헌영의 공산당에 참가했던 운동가로부터 수많은 살아있는 역사이야기를 들었다. 이를 통해 사람은 누구나 부모와 조상이 있듯이 진보운동에도 아버지 어머니, 할머니 할아버지가 있다는 발견은 그의 인생에서 큰 의미를 갖는다.
역사를 거슬러 올라가 200년이 넘는 중후한 진보운동의 전통은 마치 커다란 강물과도 같아서 그 자신은 마치 강물속의 한낱 포말에 지나지 않음을 자각하고 "내인생도 내것만이 아님"을 깊히 새기며,진보운동의 대장정에서 함부로 벗어날 수도 없다는 것과 자유인임을 내세워 독재가 강요하는 전향서에 도장을 찍을 수 없었던 것이다.
그렇다고 그가 고고한 선비 따위의 명분에 사로잡힌 것은 아니었다. 전향문제는 자신이 어떠한 위치에서 있어야 한 시대를 사는 실존으로서 최대한 기여할 수 있는가 하는 지극히 현실적인 것이었고, 동시에 어떻게 처신하는 것이 진보운동사에서 박해받고 희생되어간 수많은 '부모 조상'들 앞에서 겸허할 수 있겠느냐는 정서적 문제였다. 언제나 그를 질타하는 소리 '힘을 내라 너의 몸은 너 혼자만의 몸이 아니다'를 외면할 수 없었던 것이다.감옥에서 그는 외부세계와 타락한 기득권과 철저히 단절된 상태로 스스로를 굳게 지켜나갔다. 그래서 그는 전향서에 도장만 찍으면 석방될 수있었음에도 이에 굴복하지 않고 차라리 인고의 세월을 감내한 후 '몸은 비록 고달팠지만 영혼은 맑았다'고 한 것이다.

## 사회주의 선언
서준식은 스스로 "나는 사회주의자이다"라고 선언하였다.
나는 자유와 민주주의의 이름으로 사상과 양심의 자유가 억압되고 부정되는 이 한국땅에서 스스로 사회주의자임을 밝히는 행동 또한 병든 사회의 광기에 맞서는 자유로운 인간의 책임 있는 행동이라고 믿고 싶다. (중략) 누구나 보편적 자유와 평등을 믿는 사람이라면 이렇게 말하는 사회가 빨리 오기를 소망한다.(2001년8월 27일) - 한겨레 칼럼을 통해 직접 선언하다 -

그는 어린 시절 재일동포2세로 일본에서 자라면서 박해받는 소수자의 슬픔을 알게 되었다고 한다. 그러다가 중학교 3년때 수많은 학우들이 보는 앞에서 '조선인'임을 고백했다고 한다.
또한 그는 자신이 생각하는 사회주의를 다음과 같이 정의하였다.
내가 아는 상식으로 사회주의는 평등과 자유라는 인권과 민주주의 이념과 깊이 관련되어 있다. 즉, 근대시민혁명을 거쳐 인류에게 보편적 가치로 제시된 자유 평등 이념은 비록 당대에는 부르주아의 전유물로 전락했지만 오늘날 자유와 평등을 누구도 보편 가치가 아니라고 하지 않는다. 그런데 이 보편 가치를 지키고 꽃피우는 것이 바로 사회주의의 본령이다.

## 참고
1. ↑  《서준식 옥중 서한》2002 야간비행 ISBN:9788985304726
2. ↑  서준식《옥중서한》노사과연
3. ↑  서준식 《서준식의 생각》 야간비행, 97쪽

## 같이 보기
- 인권운동사랑방
- 강기훈 유서 대필 사건
- 인권영화제
- 서경식